# Andreea Andrei
Andreea Georgiana Andrei (n. 15 decembrie 1988) este o scrimeră română specializată pe floretă. A fost laureată cu argint pe echipe la Campionatul Mondial din 2005 și la Campionatul European din 2006, și laureată cu bronz pe echipe la Campionatul European din 2005.
A început scrima la CS Olimpia în anul 1996, apoi s-a transferat la CS Dinamo București în 2008. A absolvit în 2011 la ASE București.